# ضيفد رفيع
ضيفد رفيع (الاسم العلمي:Dyschoriste angusta) هو نوع من النباتات يتبع جنس الضيفد من الفصيلة الأقنتية.